# Park kultury a oddechu

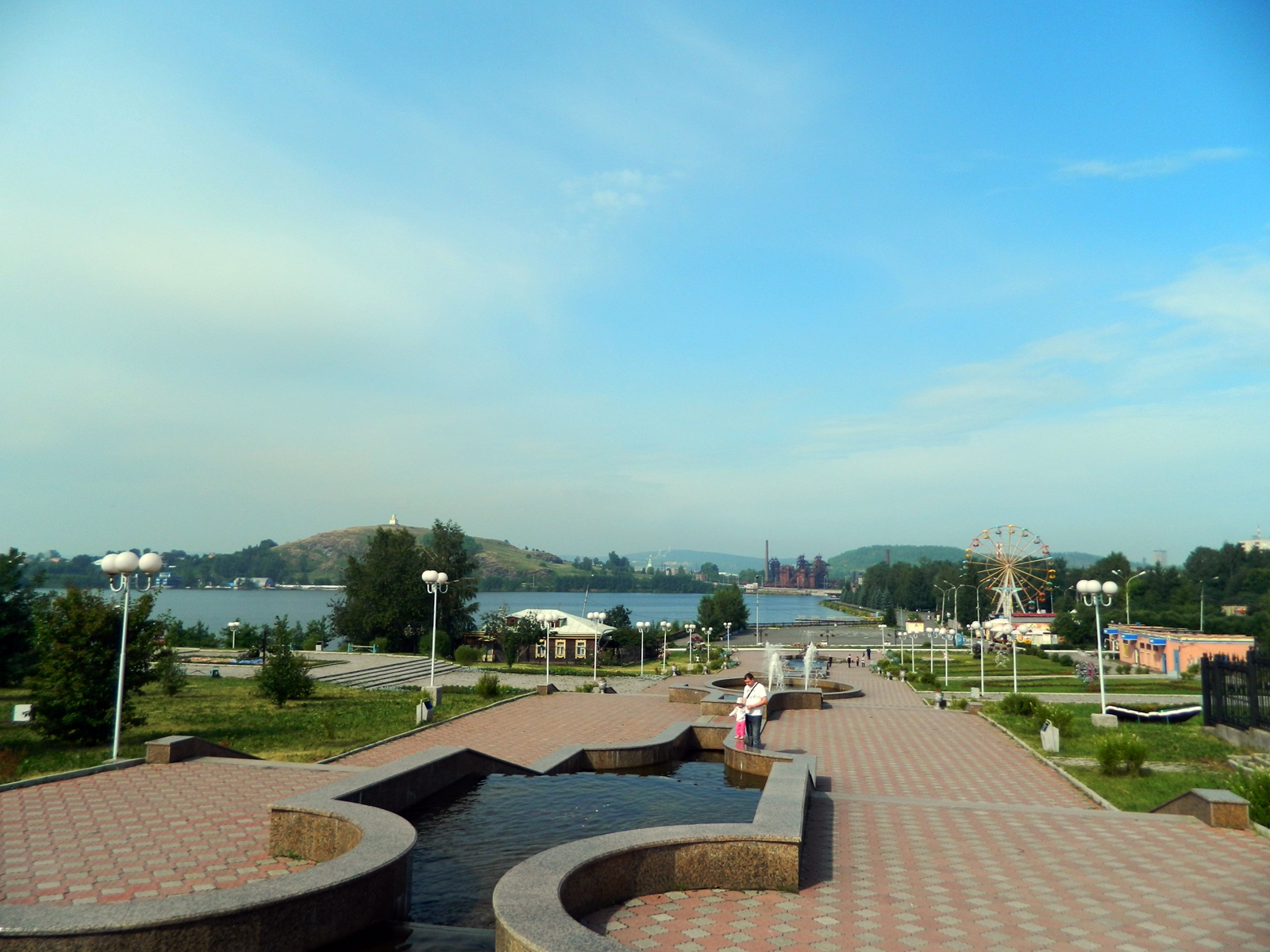
Park kultury a oddechu v Nižném Tagilu v Rusku

Park kultury a oddechu bylo v Sovětském svazu a dalších zemích východního bloku kulturně-osvětové zařízení ve velkých městech, které sloužilo občanům k rekreačnímu, kulturnímu, vzdělávacímu a zábavnímu vyžití. První areál tohoto typu byl otevřen v roce 1928 v Moskvě (Park kultury a oddechu Maxima Gorkého, zkráceně označován jako Park Gorkého).

## Československo
V komunistickém Československu bylo zřizování parků kultury a oddechu (PKO, slovensky park kultúry a oddychu) ve velkých městech určeno usnesením československé vlády z listopadu 1952. Jejich vzorem měla být obdobná osvětová zařízení v Sovětském svazu (rusky парк культуры и отдыха, park kultury i otdycha). Parky kultury a oddechu, zřizované národními výbory, měly kombinovat přírodní prostředí se zařízeními klubového typu. Nacházela se zde jeviště, kina, přednáškové pavilony, čítárny, knihovny, sportovní hřiště a stadiony, šachová zátiší, plovárny, půjčovny loděk, výstaviště, restaurace, jídelny, taneční parkety, podniky lidové zábavy (např. kolotoče), dětské koutky aj. Rovněž se zde konala zájmová činnost dětí i dospělých v podobě různých zájmových kroužků a odborných kurzů.
První park kultury a oddechu byl v Československu otevřen počátkem roku 1953 v Liberci, kde vznikl spojením tamní zoologické zahrady se sousedními městskými sady. Vzorovým zařízením se pro ostatní stal pražský Park kultury a oddechu Julia Fučíka, který byl uveden do provozu v září 1953. Další obdobné parky byly v československých městech zřizovány v průběhu 50. a 60. let 20. století.
Parky kultury a oddechu byly jako organizace zrušeny po sametové revoluci v roce 1989, některé byly transformovány do jiných městských organizací.

### Seznam
V Československu bylo postupně zřízeno 19 parků kultury a oddechu:
| - Brno (areál Riviéry, původně výstaviště) - České Budějovice - Gottwaldov (nyní Zlín) - Hradec Králové - Jihlava - Liberec - Louny - Olomouc - Ostrava - Pardubice - Plzeň - Praha (areál výstaviště) - Ústí nad Labem | - Banská Bystrica - Bratislava - Košice - Nitra - Prešov - Žilina |